# یاتسک کشینووک
یاتسک کشینووک (لهستانی: Jacek Kamil Krzynówek؛ تلفظ لهستانی: [ˈjat͡sɛk kʂɨˈnuvɛk]؛ زادهٔ ۱۵ مهٔ ۱۹۷۶) یک بازیکن فوتبال، و ورزشکار اهل لهستان است.
وی همچنین در تیم ملی فوتبال لهستان بازی کرده‌است.